# Powiat Stormarn
Powiat Stormarn (niem. Kreis Stormarn) – powiat w niemieckim kraju związkowym Szlezwik-Holsztyn. Siedzibą powiatu jest miasto Bad Oldesloe.

## Podział administracyjny
W skład powiatu Stormarn wchodzi:
- sześć gmin miejskich
- cztery gminy (niem. amtsfreie Gemeinde)
- jedna gmina (niem. amtsangehörige Gemeinde) należąca administracyjnie do urzędu Itzstedt w powiecie Segeberg
- pięć urzędów (niem. Amt)

Gminy miejskie:
| Lp. | Nazwa gminy         | Ludność (31.12.2008) | Powierzchnia km² |
| --- | ------------------- | -------------------- | ---------------- |
| 1   | Ahrensburg          | 30.907               | 35,30            |
| 2   | Bad Oldesloe        | 24.145               | 52,60            |
| 3   | Bargteheide         | 14.882               | 15,83            |
| 4   | Glinde              | 16.183               | 11,22            |
| 5   | Reinbek             | 25.671               | 31,23            |
| 6   | Reinfeld (Holstein) | 8.535                | 17,36            |

Gminy:
| Lp. | Nazwa gminy                 | Ludność (31.12.2008) | Powierzchnia km² |
| --- | --------------------------- | -------------------- | ---------------- |
| 1   | Ammersbek                   | 9.313                | 17,71            |
| 2   | Barsbüttel                  | 12.375               | 24,68            |
| 3   | Großhansdorf                | 8.980                | 11,20            |
| 4   | Oststeinbek                 | 8.164                | 11,37            |
| 5   | Tangstedt (powiat Segeberg) | 6.345                | 39,86            |

Urzędy:
| Lp. | Nazwa urzędu      | Ludność (31.12.2008) | Powierzchnia km² | Ilość gmin |
| --- | ----------------- | -------------------- | ---------------- | ---------- |
| 1   | Bad Oldesloe-Land | 10.901               | 125,00           | 9          |
| 2   | Bargteheide-Land  | 13.960               | 93,44            | 8          |
| 3   | Nordstormarn      | 10.326               | 123,36           | 12         |
| 4   | Siek              | 9.409                | 81,87            | 5          |
| 5   | Trittau           | 17.164               | 93,32            | 10         |